# Hypostome (tique)
Pour les articles homonymes, voir Hypostome.

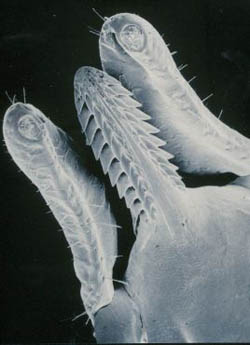
Hypostome (au centre) chez Ixodes holocyclus entouré de deux pédipalpes.

Chez certains arthropodes parasites notamment les tiques, l'hypostome (également appelé maxillaire, radula ou labium) est une structure calcifiée ressemblant à un harpon près de la bouche permettant d'ancrer fermement l'arthropode sur un mammifère hôte tout en suçant son sang.
Certaines tiques de la famille des Ixodidae (tiques dures) sécrètent un ciment biologique pour renforcer l'attachement à l'hôte.

## Voir également
- Mandibule (arthropode)